# Raveniola sinensis
Raveniola sinensis là một loài nhện trong họ Nemesiidae.
Raveniola sinensis được miêu tả năm 1983 bởi Zhu & Mao.